# 佛萊迪餐館之五夜驚魂 (電影)
《佛萊迪餐館之五夜驚魂》（英語：Five Nights at Freddy's）是一部2023年美國超自然恐怖片，改編自斯科特·考顿開發和創作的同名恐怖遊戲系列，由艾瑪·塔米執導，考顿、塔米和塞斯·庫德巴克共同撰寫劇本，喬許·哈契森、馬修·里沃德、瑪麗·史都華·麥特森、派博·魯比奧、凱特·康納·斯特林、伊莉莎白·萊爾主演。在片中，保全麥克·施密特接受了在「費斯熊佛萊迪的披薩餐館」（Freddy Fazbear's Pizza）的夜間工作。不久之後，他發現這裡的四個動物機器吉祥物——佛萊迪（Freddy Fazbear）、邦妮（Bonnie)、 哲卡（Chica）和霍斯（Foxy）於入夜時會在店內四處遊蕩，並試圖殺死還在餐廳的人。
電影改編版的開發工作早於2015年4月開始，最初由華納兄弟影業參與其中。製片人羅伊·李、大衛·卡森伯格和賽斯·葛雷恩·史密斯參與了該片的製作，並宣布吉爾·基能擔任導演和聯合編劇。經過幾次製作延遲後，華納兄弟的版本不再繼續推進，凱南也退出了該計畫。2017年3月，布倫屋製片公司宣布成為該電影的新製作公司，並由克里斯·哥伦布擔任導演和聯合編劇。但哥倫布最終也離開了該項目，艾瑪·塔米於2022年10月宣布接替他的工作。主要演員於12月確認，其他演員則於2023年3月簽約。主要拍攝於2023年2月在新奧爾良開始，於4月結束。
《佛萊迪餐館之五夜驚魂》由環球影業排定2023年10月27日於美國影院及孔雀同步上映。評論界給予這部電影普遍負面的評價，主要批評驚悚恐怖元素、劇情、節奏拿捏欠佳；然而，該片製作預算為2000萬美元，全球票房取得超過2.9億美元的佳績。續集《佛萊迪餐館之五夜驚魂2》預定2025年12月5日上映。

## 劇情
在「費斯熊佛萊迪的披薩餐館」內，一名夜間保安因為保安室大門不停被撞擊而使用通風口逃走，卻發現所有出口被深鎖，最終亦被不明力量擄走，並鎖在一個撕裂頭部的裝置中迎接死亡。
鏡頭一轉，聚焦在有睡眠問題和生活嚴峻的青年麦克，及其經常頂嘴、異常孤僻和鍾情繪畫的妹妹艾比身上。这是2000年，麦克一早睡醒，並把艾比交給好友麦克斯看護後，回到商場當保安工作。他誤會一名父親是誘拐犯並痛擊他，旋即被解僱，並需要參與職業輔導。輔導社工看過麦克難堪的履歷後，向其建議一份夜班保安的工作。疏遠的親戚珍阿姨這時向艾比的心理輔導專家挑起事端，要迫財政拮据和不黯看護的麦克交出監護人之位。最初拒絕工作的麦克，只好依循社工介紹去上班，也就是到已經廢棄的佛萊迪餐館擔任夜間保安。
第一晚，麦克開動供給餐廳的能量，簡單看完餐館樓面和一眾人偶後，便到保安室入睡，再次發著那個纏繞其每一晚的惡夢——小時候艾比未出生前，其一家人到叢林野餐；有人趁他一不留神駕車將弟弟格雷特拐走——只是今夜，麦克發現自己的夢沒有結束，並有五名兒童跟他一同目擊事件。正要詢問他們是否看到凶手時，眾人四散。麦克在追逐一人時意外摔倒並在現實驚醒，有所疑惑地下班。
第二天，珍阿姨約了麦克斯和其哥哥謝夫吃午餐。原來麦克斯一直無償當艾比看護，是受珍阿姨付錢巴結，監視麦克有沒有足以讓其失去監護權的犯罪活動。過去監視一無所獲，直至最近麦克當上餐館保安，才讓謝夫想到能以大肆破壞餐館去使之喪失工作。謝夫決定確認下次麦克下班的狀況後，帶著他的手下實行計劃。
第二晚，麦克又再入睡時遇著五名兒童。這次他追逐的兒童，突然以鐵勾捅傷他，並以恐怖臉容將其嚇醒。麦克未意會到這是有人偶入侵保安室所造成，轉瞬間就被餐館正門來訪的一名女巡警吸引過去。巡警介紹自己是凡妮莎，並在注意到麦克的傷口時為他包紮。及後凡妮莎又熱情地啟動機械玩偶的例行表演，遇著電力短路後再簡述餐館1980年代五名兒童疑似被殺，但無法找到兇手和屍體的歷史。她同時提醒麦克最好在每晚工作後，放下餐館相關的一切。
當麦克和凡妮莎相繼離開，一早監視的謝夫讓麦克斯交接後前來協助把風，連同兩位手下潛入餐館內大肆破壞。只是參與的四人各自遇上其中一名機械人偶——「佛萊迪」、「邦妮」、「哲卡」與「紙杯蛋糕先生」和「霍斯」，在栩栩如生的餐館內被虐殺至無一生還。同時間，麦克向艾比坦承為保監護權而上班的情況，使自責的艾比願意安份一點。凡妮莎亦進行家訪，告知餐館似乎被人闖入，並在附近發現了麦克的安眠藥，質疑其沒有盡責。麦克於是跟其出外交談，分享為弟弟失蹤自責、母親誕下艾比後早逝、還有父親遺憾別離等沉重過去。他表明十分重視唯一親人艾比，指出一切負累導致他無法對平日生活集中精神。凡妮莎顯得有點感同身受，最終仍相勸麦克為了艾比要全晚清醒工作。
第三晚，麦克斯失聯使麦克只好帶上對餐館有渴望的艾比上班。他為艾比搭建類似家中遊樂堡壘的地鋪後，隻身動手執拾有點凌亂的餐館樓面。疲憊的他最終沉睡，遇上疑似是兒童領袖的金髮男孩出聲回應。不過對方也只留下暗示，指他要有所放下才能覓得心中所需，並持續提到一隻「黃金兔子」。麦克醒來發現艾比溜出地鋪，尋覓時發現她在樓面被一眾人偶友善地圍著。目睹人偶自由活動的姿態後，麦克終於將人偶和夢中兒童聯繫起來。下班後，他又意外發現艾比能夠與兒童鬼魂互相感應，甚至在畫作記下他未曾向艾比提及的惡夢場景。麦克向艾比坦承這是弟弟格雷特失蹤的一幕。他聽到艾比提及黃金兔子後，請求她明天協助改變這惡夢寸步不進的死局。
第四晚，麦克留意到凡妮莎早已來訪餐館，於舞台前認定其早已知道機械人偶被兒童鬼魂附身的事實。凡妮莎沒有否認，並宣稱她只想幫助安撫它們。艾比此時興高采烈向二人和四名機械人偶表示要建造能裝下全部人的大堡壘，於是眾人齊心協力渡過難忘的一夜。然則，凡妮莎在尋找物料時，向麦克展示了餐館上一代危險的女童彈簧裝（對應過往作品登場之「艾娜」），並注意到艾比親近機械人偶的舉動可能會使其置身危險。麦克也不保留地表示想讓艾比向兒童鬼魂感應格雷特失蹤的真相。最終艾比意外被人偶漏電弄傷，換來凡妮莎警告麦克不要再帶艾比到餐廳。麦克意會到無法再有效照料艾比，決定下一天叫來珍阿姨看護，嘗試讓兩人混熟，令艾比大失所望。
第五晚，麦克再次倚賴安眠藥入睡，發現惡夢沒有再開始，而是停留在一家四口於叢林待他歸位開餐的情境。金髮男孩告知他們接觸艾比後，有感麦克真正渴望的並非兇手的真相，而是一家團聚。他承諾麦克交出艾比，便可讓他每晚經歷同一個團圓的美夢。麦克一度被美好幻象蒙蔽，卻在細看格雷特時想起自己深愛現實的艾比，旋即反悔。五名兒童眼見說服不成，於現實以機械人偶姿態重創麦克，並帶他到撕裂頭部的裝置上。麦克關鍵時刻因為前人曾將裝置弄鬆而成功掙脫，輾轉看到麦克斯等人的殘骸後急速逃亡，在機械人偶差點追上時再因前人曾弄鬆緊急出口，而僥倖走出餐館範圍。
同時，珍阿姨在艾比不合作下獨自看電視，殊不知金髮男孩以「黃金佛雷迪」姿態潛入家中。珍阿姨被處置後，黃金佛雷迪陪伴艾比乘的士到餐館去，直到門前如幽靈般消失。而麦克原來在逃離後重傷昏迷，被凡妮莎帶回警局急救。麦克從今晚經歷推斷行為粗暴的機械人偶不只被鬼魂附身，迫使凡妮莎供出1980年代的失蹤兒童屍體，其實都在機械人偶以內，而且被兇手害人的方式扭曲了思維。她知道的原因，是因為兇手正是她的父親，也就是佛雷迪餐館創辦人之一和黃金兔子的扮演者——威廉·阿夫頓。她更進一步講述眾人偶鍾情艾比，應該是要把能作交流的她，化為機械人偶的同類。范妮莎給出與父親的昔日合照時，麦克認出她拿了格雷特的玩具，認為她由此至終都欺騙自己。凡妮莎堅稱她兒時絕不知道格雷格的身份和被拐來的事實。為了彌補過錯，她給了麦克重新潛入餐館所需的電擊武器和捷徑資訊。
此時，沉醉於機械人偶交流和表演的艾比，終於被哲卡帶到女童彈簧裝面前，將要被彈簧鎖殺死。麦克及時潛入將三名機械人偶電擊至失靈，不過在帶艾比逃走時被紙杯蛋糕纏繞，並於無法阻止霍斯追逐下讓艾比回到樓面隱藏。好不容易制服紙杯蛋糕後，疲弱的麦克在正門竟遇著如人類靈活走動的黃金兔子。電擊對其裝束不起效用下，黃金兔子以高傲姿態重創麦克。同時間，凡妮莎趕到弄停霍斯和救下艾比。眾人對話顯示黃金兔子不出所料是威廉，只是脫下頭套那刻曝露對方就是麦克的職業輔導社工，一直利用職位權限和凡妮莎去誤導被轉介人，重覆上演機械人偶虐殺夜間保安的慘劇。他也確定格雷特當年早已遇害。
一聲令下，所有失靈的人偶被威廉喚醒前來，準備圍堵眾人。麦克用盡氣力告知艾比要用她最堅定的意志喚醒機械人偶，繼而奔向保安室。凡妮莎與威廉對峙，但正如其跟麦克坦白時所說那樣，即便是為了保護艾比，都無法狠心跟父親了斷。她被威廉怪罪今次沒有盡責引導人偶追殺麦克，而遭到無情的刀傷。艾比這時畫出黃金兔子殺害兒童的情景，替換了牆上一張黃金兔子和全部人和諧共處的舊畫，並在麦克啟動餐廳能量下（在此揭示並非單純電力），透過餐館佈局傳遞到所有人偶身上。威廉看到眾人偶轉向自己，反覆強調是自己創造能夠附有鬼魂意志的它們，並讓它們的自由行動充滿意義。記恨的眾人偶不作理會下肆意攻擊，結果曝露兔子裝束有大量彈簧鎖，在受壓下逐個刺穿威廉身軀。臨近不省人事之際，威廉向所有人宣告他必定會回來，並重新戴上頭套。餐廳結構承受不了新的仇恨意志而崩塌。在四個人偶將威廉拖向後台時，麦克和艾比帶著危殆的凡妮莎離開。
經此一役，艾比學會向現實朋友敞開心扉。麦克勉強維持生活，但陪伴艾比的心更為堅定。他們期盼長時間昏睡的凡妮莎會無事醒來，亦思考會否再去探望那些失蹤兒童的鬼魂。於餐館後台，金髮男孩望著仍被黃金兔子彈簧鎖蹂躪至晃動的威廉，帶著怨氣關上了門。
片尾字幕中段，一路在餐廳神出鬼沒，並手持氣球的小男孩雕塑，給的士司機嚇了一跳。字幕尾段，一個沒有正式登場的角色留下「來找我」的隱藏訊息。

## 演員
| 演員/配音                                    | 角色                             | 備註                                                                                       |
| 人類                                         |                                  |                                                                                            |
| 喬許·哈契森                                  | 麦克·舒密特 （Mike Schmidt）                 | 「費斯熊佛萊迪的披薩餐館」的最新夜間保安，其童年經歷做使之常被惡夢纏繞。                   |
| 伊莉莎白·萊爾                                | 凡妮莎·莎莉 （Vanessa Shirley）                 | 夜間巡警，負責在佛萊迪餐館附近一帶巡邏。                                                   |
| 派佩·魯比奧                                  | 艾比·舒密特 （Abby Schmidt）                 | 麥克的妹妹，喜歡畫畫。                                                                     |
| 馬修·里沃德                                  | 史蒂夫·拉格倫/威廉·阿夫頓 （Steve Raglan、） | 麥克的職業輔導社工及「費斯熊佛萊迪的披薩餐館」的創辦人之一。                               |
| 瑪麗·史都華·麥特森                           | 珍 （）                          | 麥克和艾比的阿姨。                                                                         |
| 凱特·康納·斯特林                             | 麦克斯 （Max）                      | 麦克工作時看顧艾比的保姆。                                                                 |
| 大衛·林德                                    | 傑夫 （Jeff）                        | 少年犯的領袖。                                                                             |
| 克里斯蒂安·斯托克斯 約瑟夫·波利昆            | 漢克和卡爾 （Hank and Carl）                  | 傑夫團隊的成員。                                                                           |
| 泰德賽·楊                                    | 莉蓮博士（Dr. Lillian）                     | 兒童心理輔導專家。                                                                         |
| 麥可·沙利文                                  | 道格（Doug）                         | 珍阿姨的律師。                                                                             |
| 盧卡斯·格蘭特                                | 加勒特·舒密特（Garrett Schmidt）                | 麥克年幼時被綁架的弟弟。                                                                   |
| 西歐多斯·克萊恩                              | 耶利米（Jeremiah）                       | 麥克的前同事。                                                                             |
| 機械人偶                                     |                                  |                                                                                            |
| 利亞姆·亨德里克斯 凱文福斯特（套裝）         | 費斯熊佛萊迪 （）                | 一隻戴著黑色高帽、打著領結的棕熊，也是「費斯熊佛萊迪的披薩餐館」的吉祥物及表演樂團的主唱。 |
| 大衛·休斯頓·多蒂 傑德·金達·馬丁（套裝）      | 邦妮 （）                        | 一隻戴著紅色領結的靛藍色兔子，在樂隊中擔任吉他手。                                         |
| 喬菲埃爾·洛夫 傑西卡·韋斯 （套裝）           | 哲卡 （）                        | 一隻黃色、帶著白色圍脖的雞，在樂隊中擔任伴唱。                                             |
| 亞瑟·科爾頓·斯彭斯 凱倫·高夫（演唱）         | 霍斯 （）                        | 一隻戴著眼罩、一隻手有鉤子的紅色海盜狐狸。                                                 |
| 蘭特·菲利                                    | 金色佛萊迪 （）                  | 幽靈般的存在，扮演眾角色領袖。                                                             |
| 客串                                         |                                  |                                                                                            |
| CoryxKenshin                                 |                                  | 計程車司機                                                                                 |
| 8-Bit Ryan Baz Razzbowski Dawko FusionZGamer |                                  | 1980年代傑出員工                                                                           |
| MatPat                                       | 內斯 （Ness）                        | 斯帕克晚餐（Sparky's Diner）的服務生                                                       |

## 製作

### 計劃
2015年4月7日，美國娛樂界日報《荷里活報道》率先報導華納兄弟取得本遊戲改編為電影的優先權，將由該公司高層人員喬·貝格（Jon Berg）和尼克·馬雲格夫（Nik Mavinkurve）審視計劃進程。報導也提到初步製作人員，暫定由積極染指恐怖電影的李羅伊（Roy Lee）、賽斯·葛雷恩·史密斯（Seth Grahame-Smith）及大衛·凱森柏格（David Katzenberg）共同監製，並由亞當·史東（Adam Stone）和傑·艾利蘭（Jay Ireland）擔當執行監製。葛雷恩·史密斯表示他们会和戈晃一起合作“来制作出一个疯狂、恐怖和奇怪的可爱的电影”。2015年7月29日，Deadline.com率先報導華納兄弟已與《魔怪屋》及《鬼魂之死》導演吉爾·柯南（Gil Kenan）簽訂執導本作的合約，而劇本則暫定由他和遊戲《原型兵器2》編劇泰勒·布頓·史密斯（Tyler Burton Smith）聯合撰寫。
在2017年1月，戈晃表示因“总的来说在电影产业中出现了一些问题”，电影“遇到了一些延误和障碍”而已经“回到了起点”，但他保证“这次会从第一天开始涉入这个电影，而这对我来说是非常重要的。我希望这部电影能让粉丝们为之欣喜。”在2017年3月，戈晃在Twitter发布了一张在布倫屋製片公司的图片，暗示着电影已有了新的制片公司。在2017年5月，监制杰森·布伦确认了此新闻，表示他很期待与戈晃一起合作。之后柯南也在華納兄弟转让制片权利后确认不再导演这部电影。布倫屋製片公司之后也肯定了电影将由克里斯·哥伦布导演。杰森·布伦在推特表示电影计划在2020年上映。杰森发文不到几天后，史葛·戈晃宣布在和琪拉·布里德·鲁依斯莉（小说系列的作者之一）的合作下，他已经完成了电影的第一个剧本草稿。同时他也表示如果电影票房不错的话，极有可能会制作第二和第三部电影，为此他已经准备了该电影的剧本概要。
2018年11月12日，史葛·戈晃在Steam社区发帖表示已舍弃了原本的剧本，并开始制作全新的版本。他认为虽然此部电影已经遭受延迟数次，为了让观众与粉丝有更好的感受，他别无选择。他也另外表示此作的世界观将只概括游戏初代至第三代的故事，因为之后的故事极有可能将内容变得更复杂。
2020年11月20日，史葛·戈晃在Reddit的r/fivenightsatfreddys官方論壇中發文，簡單介紹了電影開拍之前各種所棄用的劇本，最終確定將使用代號為「Mike」的劇本。
2022年8月，布倫屋製片公司在久未更新的情況下發佈了一張外聘工作室人員正在製作機械人偶模型的相片，當中有許多特徵與本系列角色雷同。粉絲認為此舉是確認電影其實已投入製作，只是在靜待重新發表的時機。2022年12月開始，電影的製作過程陸續曝光。

### 選角
2022年12月，喬許·哈契森和馬修·里沃德以未公佈的角色參演。知名YouTuberDawko後來在直播中透露，哈契森將飾演保全麥克·舒密特（Mike Schmidt），而里沃德將飾演主要反派威廉·阿夫頓（William Afton）。他亦透露瑪麗·史都華·麥特森和派博·魯比奧（Piper Rubio）參演，分別飾演未公佈的女反派角色以及麥克的妹妹艾比·舒密特（Abby Schmidt）。2023年3月，凱特·康納·斯特林（Kat Conner Sterling）和伊莉莎白·萊爾參演。
該劇組曾聯繫Markiplier出演電影中的一個角色，但由於與他自己的電影《鐵肺》的日程衝突而拒絕了。

### 拍攝
該片最初定於2021年春季開始進行主題拍攝。然而，由於劇本問題拍攝延期進行。拍攝於2023年2月1日在紐奧良開始進行，暫定名稱為「Bad Cupcake」，並於2023年4月3日殺青。

## 音樂
牛頓兄弟為這部電影創作了配樂。由電子搖滾樂團活墓碑的粉絲歌曲《佛萊迪餐館之五夜驚魂》則作為片尾曲在幕後人員名單中播映。浪漫思潮合唱團的《Talking in Your Sleep》由電影中由機械人偶進行演唱。

## 發行
《佛萊迪餐館之五夜驚魂》由環球影業排定於2023年10月27日於美國上映。與《死後》、《超危險保鑣》和《視線》排訂在串流服務平台孔雀同期上映。
《佛萊迪餐館之五夜驚魂》台灣則是與美國同時於2023年10月27日院線上映，且於2024年9月7日於串流平台HBO GO上架。

## 迴響

### 票房
早期的票房預測顯示《佛萊迪餐館之五夜驚魂》首周末票房收入預估為3300-4200萬美元，首周總票房將達6000-9000萬美元。
這部電影在首日上映時創下了3,940萬美元的票房，其中包括週四晚間的預映票房1,030萬美元。這使得它成為了有史以來同步在串流平台上發布的電影中表現最出色的一部，並預計在首周總票房上升至7,800萬美元。該片最終的首映票房高達8000萬美元，位居首週票房榜首。創下了有史以來第二好的首周末票房（僅次於2021年的《黑寡婦》的8030萬美元）、2023年恐怖電影最佳首周末票房、並超越了《月光光新慌慌》的7,620萬美元，成為布倫屋製片電影在首週獲得最佳票房的電影，另則創下電玩電影首映票房的第二名紀錄，僅次於4月《超級瑪利歐兄弟電影版》的1.464億美元。
電影上映後的第二週，儘管票房仍達到1,940萬美元，票房排名仍居於美國榜首。然而隨著票房下跌了76%，因而成為影史上最大的票房跌幅之一。
| 上一届： 《泰勒絲：時代巡迴演唱會》 | 2023年美國週末票房冠軍 第43-44週 | 下一届： 《驚奇隊長2》 |
| 上一届： 《惊奇队长2》              | 2023年韓國週末票房冠軍 第46週    | 下一届： 《首爾之春》  |

### 評價
根據評論聚集網站爛番茄上，根據匯總130篇評論文章，25%的評論家給予《佛萊迪餐館之五夜驚魂》正面評價，平均評分為4.5/10。Metacritic採用加權平均方法，根據34位評論家的評價，將電影評分為100分制的33分，表示「普遍不受歡迎」評論。
《綜藝》的穆爾塔達·埃爾法德爾（Murtada Elfadl）認為電影未充分利用機械動物元素，反而過度關注了「主角令人困惑的情節和背景」。他還批評了缺乏突如其來的驚悚元素，並在評論結束時表示：「在試圖將遊戲改編成電影時，他們忽略了原作的要點，而是從其古怪的故事中引發了無意中的笑聲，而非娛樂觀眾。」、《觀察家報》的迪倫·羅斯（Dylan Roth）給電影打了一顆五分之一的分數，並寫道：「有驚悚，但沒有真正的恐怖。有笑話，但沒有真正的笑聲。」
《衛報》的班傑明·李（Benjamin Lee）給予了兩顆星的評價，認為「我們期望從這部作品中得到的低風險深夜刺激從未出現，被一種猶豫不決的克制和不恰當的自大所阻礙。《佛萊迪餐館之五夜驚魂》不知何故成了一部枯燥乏味的電影，到了早上就會被迅速遺忘。」，《紐約時報》的娜塔莉亞·溫克爾曼（Natalia Winkelmann）也持類似的負面態度：「儘管《佛萊迪餐館之五夜驚魂》是基於一款流行的電玩遊戲系列，試圖追求恐怖喜劇的風格，但這部沉悶而溫和的改編從未達到像《窒友梅根》這樣的混合愉悅感。你可能會笑，但很難說這部電影是否在和你一起笑」。
噁心血腥網站的梅根·納瓦羅（Meagan Navarro）給了三分之一的分數，她寫道：「這是一部精美製作、迷人的生物特徵類型的電影，適合在宿舍聚會或充滿狂熱粉絲的影院觀看，這正是其目標觀眾所在。《佛萊迪餐館之五夜驚魂》不會把經驗豐富的恐怖片粉絲嚇破褲子；而費斯熊佛萊迪的披薩餐館機械動物居民們可能會讓你想擁抱它們。」
完全電影的尼爾·史密斯（Neil Smith）給了這部電影兩顆星的評論，並表示：「機器人頭部內含有割破肉體的鏈鋸，面部酷似那些傷痕累累的終結者，行進的步伐像羅梅羅的殭屍，費斯熊佛萊迪和他的伙伴們似乎是為恐怖而設計的。不幸的是，它們的恐怖程度與巴尼那隻紫色恐龍一樣，最終成為了一部乏味可預測、血腥度不高的電影 。」
美聯社的馬克·甘迺迪（Mark Kennedy）表示：「在PG和R之間掙扎，同時迷失在無意中的喜劇和恐怖的十字路口，PG-13級別的《佛萊迪餐館之五夜驚魂》必須被認為是今年任何類型電影中最差的之一。」

### 觀眾評價
儘管影片受到評論家的批評，但觀眾對電影的反應大多是正面的。根據CinemaScore進行的觀眾調查，影片在A+到F的評分中獲得了平均評分「A-」而PostTrak的調查則給了該片77%的整體正面評分。。根據Screen Rant的報導，觀眾的正面反應在電影首日票房達到7,800萬美元的成績中有所體現，評論指出，與另一部近期備受批評的恐怖片《大法師：信徒》相比，這部影片在票房上表現更出色，並且可能會「避免恐怖片通常在第二週經歷的票房大幅下滑」。

## 未來
2018年8月，考顿表示，如果第一部電影（當時計劃改編第一部遊戲的故事）取得成功，那麼在繼第二部和第三部的事件之後，可能會有第二部和第三部電影。
2023年1月，在播客 WeeklyMTG 的採訪中，里沃德透露他與工作室簽署了三部電影的協議。
2024年4月，布倫屋製片公司宣佈第二集電影正式開始製作，預告在2025年秋季推出。

## 外部連結
- 互联网电影数据库（IMDb）上《佛萊迪餐館之五夜驚魂》的资料（英文）
- 佛萊迪餐館之五夜驚魂的X（前Twitter）